# Roger Lemerre
Roger Lemerre (Bricquebec, 18 giugno 1941) è un allenatore di calcio ed ex calciatore francese, di ruolo difensore.
È stato commissario tecnico della nazionale francese, con cui vinse il campionato d'Europa 2000 e la FIFA Confederations Cup 2001, della nazionale tunisina, con cui vinse la Coppa d'Africa 2004 giocata in casa, e della nazionale marocchina. Ha inoltre allenato varie squadre di club.

## Carriera

### Giocatore
Difensore, ha giocato a livello professionistico nelle squadre del Sedan (1961-1969), Nantes (1969-1971), Nancy (1971-1973) e Lens (1973-1975).
Ha collezionato 6 presenze con la nazionale francese dal 1968 al 1971.

### Allenatore

#### Inizi
Nello stesso anno del ritiro dalla carriera di calciatore, Lemerre incomincia ad allenare la squadra del Red Star (durerà fino al 1978) e collezionerà anche un'esperienza all'estero, in Tunisia, alla guida dell'Espérance Tunisi nel 1984-1985.

#### Francia
Dal 1986 al 2002 diventa un allenatore di scuola federale, allenando le rappresentative nazionali francesi, ad eccezione di un breve periodo nel 1997, quando allenerà il Lens.
Dopo essere stato per dieci anni selezionatore della rappresentativa militare, diventa il vice di Aimé Jacquet in nazionale, per poi succedergli in panchina dopo il vittorioso campionato del mondo del 1998. Sotto la sua gestione condusse i transalpini a vincere il titolo europeo nel 2000 — sconfiggendo l'Italia al golden goal — e la Confederations Cup 2001, nella finale contro il Giappone.
Nell'estate del 2002, in seguito al flop francese nel Mondiale nippo-coreano (con una clamorosa eliminazione al primo turno), venne esonerato e sostituito da Jacques Santini.

#### Esperienze in Africa: Tunisia e Marocco
Alcuni mesi dopo i Mondiali, diventa il commissario tecnico della Tunisia. Nel 2004 vince la Coppa d'Africa, risultando il primo allenatore a conseguire il titolo continentale sia a livello europeo che africano. Con i tunisini partecipa anche alla Confederations Cup 2005 nonché ai Mondiali 2006, rimediando l'eliminazione al primo turno in entrambi i casi. Viene esonerato nel febbraio 2008, accordandosi poi con il Marocco nella primavera successiva.
Siede sulla panchina dei marocchini fino all'estate 2009, subendo il licenziamento per i modesti risultati e il difficile rapporto con la stampa.

#### Ankaragücü
Il 18 dicembre 2009 diventa allenatore dell'Ankaragücü, squadra turca. Il 31 maggio 2010 è stato esonerato.

#### CS Constantine
Il 15 luglio 2012, dopo due anni di inattività, viene ingaggiato dal CS Constantine. Si dimette nel maggio 2013 dopo un terzo posto in campionato.

#### Étoile Sportive du Sahel
Nel dicembre 2013 passa all'Étoile Sportive du Sahel, che porta al terzo posto in campionato.

#### Sedan
Il 6 gennaio 2016 torna ad allenare in patria, nominato tecnico del Sedan. Assiste dalla tribuna a Châteauroux-Sedan (2-2) dell'8 gennaio seguente. Nella sua prima partita, contro Luzon, il Sedan vince per 2-0. Lemerre lascia il Sedan il 30 giugno 2016.

#### Ritorno al CS Constantine
Il 15 settembre 2016 ritorna al CS Constantine, ma già il 4 ottobre viene esonerato per divergenze interne.

#### Ritorno all'Étoile du Sahel
Il 16 dicembre 2018 firma nuovamente per l'Étoile du Sahel. Malgrado il contratto di un anno e mezzo, lascia la squadra il 30 giugno 2019, dopo averla condotta al secondo posto in campionato. Guida nuovamente il club dal novembre 2021 al marzo 2022.

## Statistiche

### Cronologia presenze e reti in nazionale
| Cronologia completa delle presenze e delle reti in nazionale ― Francia | Cronologia completa delle presenze e delle reti in nazionale ― Francia | Cronologia completa delle presenze e delle reti in nazionale ― Francia | Cronologia completa delle presenze e delle reti in nazionale ― Francia | Cronologia completa delle presenze e delle reti in nazionale ― Francia | Cronologia completa delle presenze e delle reti in nazionale ― Francia | Cronologia completa delle presenze e delle reti in nazionale ― Francia | Cronologia completa delle presenze e delle reti in nazionale ― Francia |
| Data                                                                   | Città                                                                  | In casa                                                                | Risultato                                                              | Ospiti                                                                 | Competizione                                                           | Reti                                                                   | Note                                                                   |
| ---------------------------------------------------------------------- | ---------------------------------------------------------------------- | ---------------------------------------------------------------------- | ---------------------------------------------------------------------- | ---------------------------------------------------------------------- | ---------------------------------------------------------------------- | ---------------------------------------------------------------------- | ---------------------------------------------------------------------- |
| 25-9-1968                                                              | Marsiglia                                                              | Francia                                                                | 1 – 1                                                                  | Germania Ovest                                                         | Amichevole                                                             | -                                                                      | 67’                                                                    |
| 6-11-1968                                                              | Strasburgo                                                             | Francia                                                                | 0 – 1                                                                  | Norvegia                                                               | Qual. Mondiali 1970                                                    | -                                                                      |                                                                        |
| 12-3-1969                                                              | Londra                                                                 | Inghilterra                                                            | 5 – 0                                                                  | Francia                                                                | Amichevole                                                             | -                                                                      |                                                                        |
| 30-4-1969                                                              | Parigi                                                                 | Francia                                                                | 1 – 0                                                                  | Romania                                                                | Amichevole                                                             | -                                                                      |                                                                        |
| 15-11-1970                                                             | Bruxelles                                                              | Belgio                                                                 | 1 – 2                                                                  | Francia                                                                | Amichevole                                                             | -                                                                      | 79’                                                                    |
| 24-4-1971                                                              | Budapest                                                               | Ungheria                                                               | 1 – 1                                                                  | Francia                                                                | Qual. Euro 1972                                                        | -                                                                      |                                                                        |
| Totale                                                                 |                                                                        | Presenze                                                               | 6                                                                      |                                                                        | Reti                                                                   | 0                                                                      |                                                                        |

## Palmarès

### Allenatore
- Campionato mondiale militare: 1

Francia: 1995
- Campionato d'Europa: 1

Francia: 2000
- Confederations Cup: 1

Francia: 2001
- Coppa d'Africa: 1

Tunisia: 2004